# Howard Dean
Pour les articles homonymes, voir Dean.
Howard Brush Dean III, né le 17 novembre 1948 à East Hampton (New York), est un homme politique américain, ancien chef du comité national du Parti démocrate (DNC), de 2005 à 2009. Il a été gouverneur du Vermont de 1991 à 2003.

## Biographie
Issu d'une famille aisée de New York, il est médecin diplômé de l'Albert Einstein College of Medicine dans le Bronx. Il étudia à Yale où il obtient une licence de sciences politiques.
Howard Dean est surtout connu pour sa candidature aux primaires démocrates de l'élection présidentielle américaine de 2004, dont il fut le favori avant le début des différents débats. Alors qu'il était généralement vu comme un centriste pragmatique pendant son mandat de gouverneur, Dean a surpris en faisant campagne à l'aile gauche du parti démocrate. Il critiqua la politique du président en poste George W. Bush (en particulier sur sa décision d'intervenir militairement en Irak), ainsi que les démocrates, pour ne pas avoir réussi à s'opposer à l'administration Bush.
Ce message, ainsi que le fait d'avoir été un pionnier dans l'utilisation d'internet lors d'une élection présidentielle, lui ont permis de se constituer un cœur de militants dévoués, qui lui restèrent fidèles même après l'échec de sa candidature. Jim Naureckas, du journal d'analyse des médias FAIR, relève cependant que sa candidature a été « ridiculisée par les médias dominants ».  
En 2007, Dean déclare ne pas se lancer dans la course à l'investiture pour l'élection présidentielle de 2008, dans la mesure où son mandat de chef de la DNC court jusqu'en 2009.
Il est aujourd'hui cité par beaucoup de politiques et politologues américains comme un des premiers hommes politiques de premier plan à avoir su utiliser Internet lors d'une élection nationale, grâce à son directeur de campagne Joe Trippi qui l'a convaincu du potentiel du web communautaire pour faire campagne et mobiliser des fonds. Certains des membres de la cellule Internet de l'équipe de campagne fondèrent, à l'issue de la campagne, l'agence Blue State Digital, qui fut notamment responsable de la campagne présidentielle de 2008 de Barack Obama sur le web.